# Callopistria aethiops
Callopistria aethiops là một loài bướm đêm trong họ Noctuidae.